# Treudienst-Ehrenzeichen

Anlage aus dem Reichsgesetzblatt mit Abbildungen des Treudienst-Ehrenzeichens

Das Treudienst-Ehrenzeichen war eine Dienstauszeichnung in der Zeit des Nationalsozialismus, mit der Beamte, Angestellte und Arbeiter des Öffentlichen Dienstes bzw. Arbeiter und Angestellte der freien Wirtschaft ausgezeichnet werden konnten. Es wurde am 30. Januar 1938 per Verordnung von Adolf Hitler gestiftet. Der Entwurf stammte von Richard Klein aus München. Die Verordnung lautet:

„Aus Anlaß der fünften Wiederkehr des Tages der nationalen Erhebung stifte ich als Anerkennung für treue Arbeit im Dienste des Deutschen Volkes das Treudienst-Ehrenzeichen. Die Einzelheiten bestimmt die Satzung.“

## Satzungsinhalt
Die am gleichen Tag erlassene Satzung regelte das genaue Verleihungsprozedere sowie Trageweise, Stufeneinteilung usw. Ihr voller Wortlaut war demnach:

### Zweck des Treudienst-Ehrenzeichens
Das Treudienst-Ehrenzeichen ist eine Auszeichnung für langjährige treue Arbeit im Dienste des Deutschen Volkes.

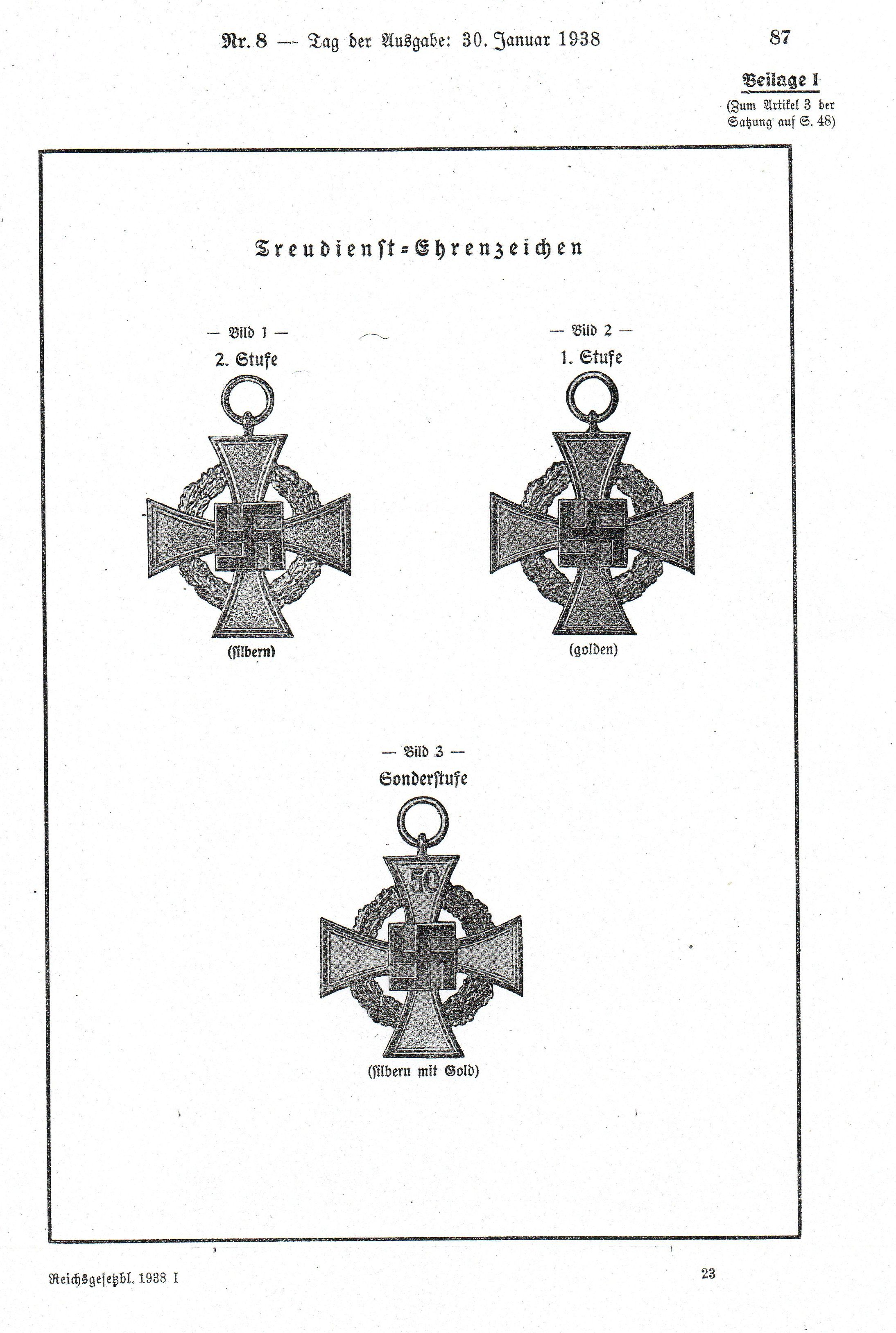
Anlage aus dem Reichsgesetzblatt mit Abbildungen des Treudienst-Ehrenzeichens
Abbildungen des Treudienst-Ehrenzeichens in der 57er Version
Vorschlagsliste für Arbeiter und Angestellte der freien Wirtschaft
Vorschlagsliste für Arbeiter und Angestellte in der freien Wirtschaft (Muster der Präsidialkanzlei)
Vorschlagsliste für Beamte, Angestellte und Arbeiter im öffentlichen Dienst
Vorschlagsliste für Arbeiter und Angestellte im öffentlichen Dienst (Muster der Präsidialkanzlei)

### Verleihungsvoraussetzungen
Das Treudienst-Ehrenzeichen können Beamte, Angestellte und Arbeiter erhalten, die eine 25-jährige oder 40-jährige Arbeitszeit im öffentlichen Dienst in Treue zurückgelegt haben, sowie Angestellte und Arbeiter in der freien Wirtschaft, die ein und demselben Dienstherrn, Arbeitgeber oder Betrieb 50 Jahre lang in Treue gedient haben.
Aktive Soldaten und Wehrmachtsbeamte, Angehörige des Reichsarbeitsdienstes sowie Polizeivollzugsbeamte unterlagen der für diese Gruppen getroffenen Sonderregelungen. Siehe auch:
- Dienstauszeichnung (Wehrmacht) (1936)
- Dienstauszeichnung für den Reichsarbeitsdienst (1938)
- Polizei-Dienstauszeichnung (1938)

### Stufeneinteilung
Das Treudienst-Ehrenzeichen wurde in folgenden Stufen verliehen:
- 2. Stufe für 25-jährige treue Dienstleistung: an Beamte, Angestellte und Arbeiter des öffentlichen Dienstes,
- 1. Stufe für 40-jährige treue Dienstleistung: an Beamte, Angestellte und Arbeiter des öffentlichen Dienstes,
- 1. Stufe für 40-jährige treue Dienstleistung mit dem Eichenlaub in Gold mit der Zahl 50 am Band: an Beamte, Angestellte und Arbeiter des öffentlichen Dienstes als Anerkennung für 50-jährige Tätigkeit im öffentlichen Dienst (siehe Ergänzungs-VO vom 12. August 1944 im RGBl. I, Nr. 43 vom 19. September 1944, S. 199) und
- Sonderstufe für 50-jährige treue Dienstleistung: für Angestellte und Arbeiter in der freien Wirtschaft.[4]

### Form und Trageweise
Getragen wird das Kreuz an der linken Brustseite.

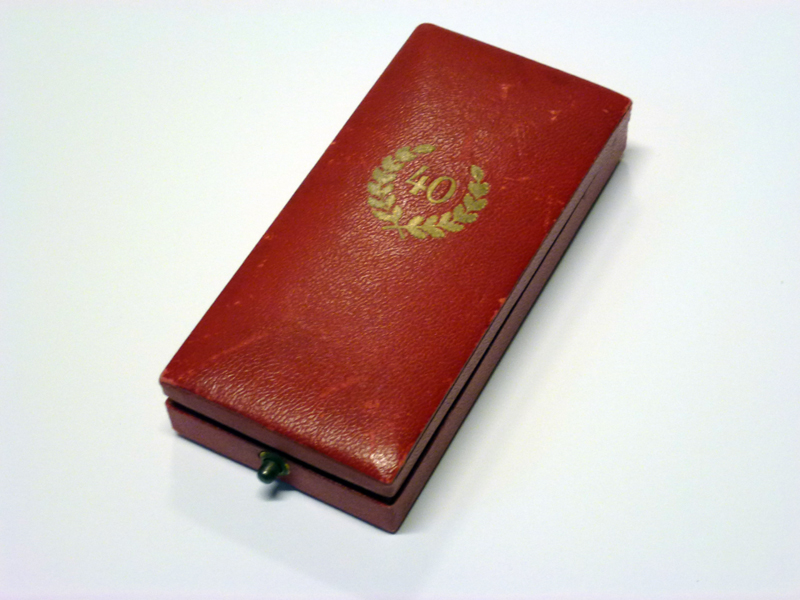
Geschlossene Schatulle
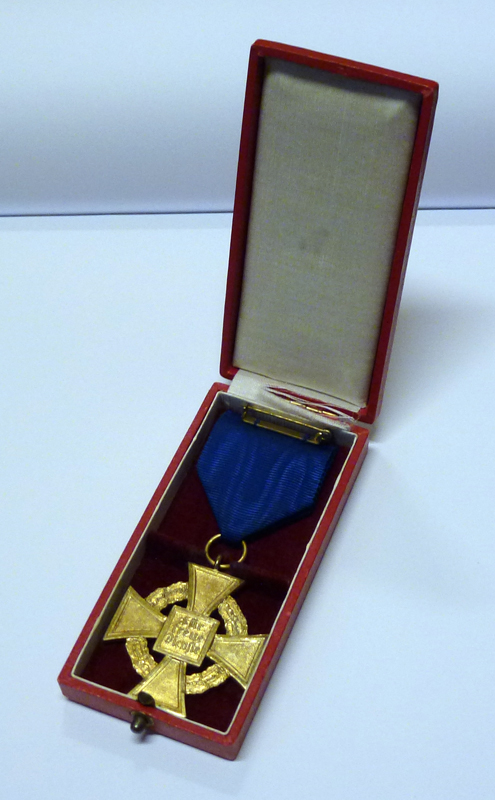
Geöffnete Schatulle mit Ehrenzeichen (Rückseite)
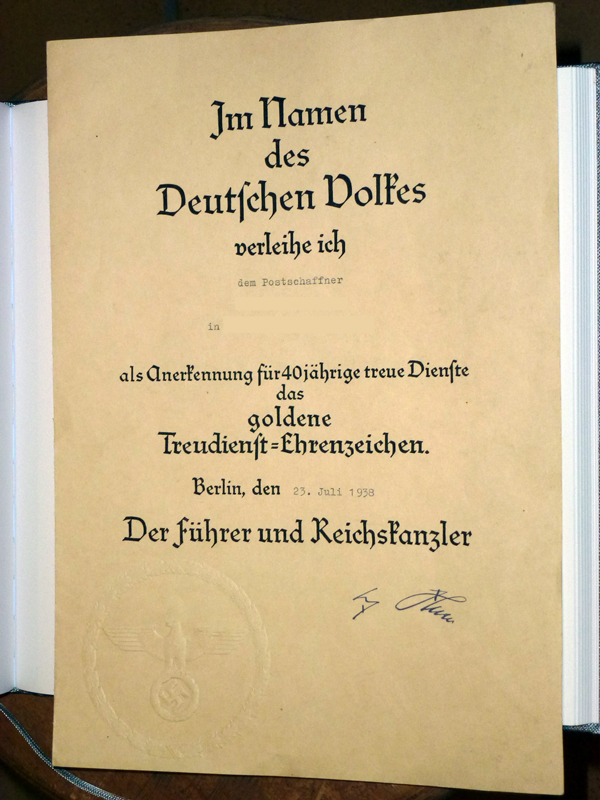
Verleihungsurkunde für das goldene Treudienst-Ehrenzeichen an einen Postschaffner
Verleihungsurkunde für das silberne Treudienst-Ehrenzeichen

#### Öffentlicher Dienst
Das Treudienst-Ehrenzeichen für Beamte, Angestellte und Arbeiter im öffentlichen Dienst ist ein Ordenskreuz mit den Maßen 41 mm × 41 mm in Form eines Tatzenkreuzes, das in der Mitte von einem Eichenlaubkranz umgebenen schwarzen emaillierten Hakenkreuz belegt ist. Seine Winkel sind leicht nach außen geschweift. Die 2. Stufe ist in Silber, die 1. Stufe in Gold ausgeführt. Auf der Rückseite befindet sich ein viereckiges Schild in der Mitte mit dreizeiliger Inschrift: Für / treue / Dienste. Getragen wird das Kreuz an einem 35 mm breiten kornblumenblauen Ordensband an der linken Brustseite.

#### Sonderstufe
Das Treudienst-Ehrenzeichen in seiner Sonderstufe gleicht dem Treudienst-Ehrenzeichen für die Beamten, Angestellten und Arbeiter des öffentlichen Dienstes. Das Kreuz selber ist jedoch in silber gehalten und der Eichenkranz in gold. Auf dem oberen Arm des silbernen Kreuzes ist zudem in goldenen Ziffern die Zahl. 50 angebracht. Auf der Rückseite befindet sich ein viereckiges Schild in der Mitte mit dreizeiliger Inschrift: Für / treue / Arbeit. Getragen wird das Kreuz ebenfalls an einem 35 mm breiten kornblumenblauen Ordensband an der linken Brustseite.

## Durchführungsverordnung
Die Durchführungsverordnung enthält im Weiteren spezifische Konkretisierungen, dessen voller Wortlaut ist:

### Definition „Öffentlicher Dienst“
Öffentlicher Dienst ist die nach der Vollendung des 18. Lebensjahres zurückgelegte Reichs- und Landesdienstzeit, der Dienst bei den Gemeinden, Gemeindeverbänden und der Dienst bei den sonstigen Körperschaften, Anstalten und Stiftungen des öffentlichen Rechts mit Ausnahme des Dienstes bei den Religionsgemeinschaften. Die in wirtschaftlichen Unternehmen, auf deren Leitung eine Gemeinde (Gemeindeverband, gemeindlicher Zweckverband) einen maßgebenden Einfluss ausübt, abgeleitete Dienstzeit gilt ebenfalls als öffentlicher Dienst. In Zweifelsfällen entschied jedoch der Reichsminister des Innern im Einvernehmen mit dem zu beteiligten Reichsminister (des betreffenden Ressorts), ob eine Tätigkeit dem öffentlichen Dienst anzurechnen war oder nicht. Die im öffentlichen Dienst bei verschiedenen Dienstherren zurückgelegte Arbeitszeit galt als bei einem und desselben Dienstherren als abgeleistet. Die im Beamten-, Angestellten- oder Arbeiterverhältnis zurückgelegte Arbeitszeit wurde zusammengezählt.

### Definition „Dienst in der freien Wirtschaft“
Der Dienst in der freien Wirtschaft erfasste jede Art von Tätigkeit als Arbeitnehmer mit Ausnahme der Tätigkeit im öffentlichen Dienst (Umkehrschluss). Ein Dienstverhältnis lag also nur dann vor, wenn der Angestellte oder Arbeiter aufgrund eines Dienstvertrages oder eines dienstvertragsähnlichen Verhältnisses in Beschäftigung gestanden hat. Bei natürlichen Personen galten als ein und derselbe Arbeitgeber alle Verwandten und Verschwägerten in gerader Linie, ferner die in der Seitenlinie Verwandten und Verschwägerten bis zum vierten Grad. Bei Betrieben galten mehrere Einzelbetriebe eines Unternehmens auch dann als ein und derselbe Arbeitgeber, wenn sie ihren Sitz an verschiedenen Orten hatten. Ein Wechsel des Betriebsinhabers war unschädlich, wenn der Betrieb als solcher "im großen und ganzen" seine Besonderheit behalten hatte.

### Gemeinsame Vorschriften
Für die Berechnung der Dienstzeit war die Dauer der tatsächlichen Dienstzeit maßgebend. Eine Probezeit war voll anzurechnen. Ein für die Berufsausbildung notwendiges Studium an einer Universität, Hochschule für Lehrerbildung, Höheren Technischen Staatslehranstalt für Hoch- und Tiefbau, einem Technikum oder einer dieser Bildungsanstalten war bis zu einer Dauer von 3 ½ Jahren auf die Dienstzeit anzurechnen. Ferner waren auf die Dienstzeit anzurechnen:
a) die im hauptamtlichen Dienst der NSDAP, ihrer Gliederungen und angeschlossenen Verbände verbrachte Zeit,
b) die im Reichsarbeitsdienst verbrachte Zeit,
c) die im Militärdienst oder im aktiven Wehrdienst verbrachte Zeit,
d) die Unteroffizierschulzeit, die Zeit auf Unteroffiziervorschulen, an Militärschulen und die Schiffsjungenzeit,
e) der Kriegsdienst auch bei einer der im Weltkrieg (1914–1918) mit dem Deutschen Reich verbündet gewesenen Mächte,
f) unverschuldete Kriegsgefangenschaft,
g) die Wartezeit eines Zivil- oder Versorgungsanwärtes nach Beendigung des aktiven Militär- oder Wehrdienstes bis zur Einberufung in einen Beruf,
h) die Zeit während der ein Kapitulant, der später den Versorgungsschein erworben hat, nach Erfüllung seiner Dienstpflicht bis zur Einstellung als Kapitulant oder zwischen Kapitulantionsabschnitte hat warten müssen, jedoch jeweils nur bis zur Dauer eines Monats,
i) der Volontär und Hilfsarbeitdienst bei Behörden vor der Einberufung als Zivilanwärter,
j) (Buchstabe fehlt in der Durchführungsverordnung, wurde in juristischen Schriftstücken nicht benutzt)
k) die Tätigkeit als Gerichtsvollzieher oder bei einem Gerichtsvollzieher,
l) der ehemalige Hofdienst,
m) der Dienst als Post- oder Bahnagent,
n) der Dienst bei einer späteren verstaatlichten Privatbahn,
o) die Zeit, während der ein Beamter infolge Entlassung wegen Gebietsabtrennungen aufgrund des Versailler Vertrags beschäftigungslos gewesen war und
p) die Zeit unverschuldeter Arbeitslosigkeit.
Eine mehrfache Anrechnung von Dienstzeiten hat nicht stattgefunden. Die Tätigkeiten brauchten auch nicht zusammenhängend abgeleistet sein. Personen, die die deutsche Staatsangehörigkeit nicht besaßen, wurde das Treudienst-Ehrenzeichen nur bei Vorliegen besonderer Gründe verliehen. Im Übrigen war die Deutsche Staatsangehörigkeit des Arbeitgebers in der freien Wirtschaft jedoch keine Voraussetzung für die Verleihung des Ehrenzeichens an dessen Arbeiter und Angestellten.

### Erfüllung der Dienstzeit
Die Dienstzeit galt dabei in Treue als geleistet, wenn der Beamte, Angestellte oder Arbeiter sich gegenüber seinem Dienstherrn oder Arbeitgeber keine ernsthaften Verstöße gegen die Treuepflicht sich zu Schulden kommen hat lassen. Auch ein ernsthafter Verstoß gegen die Treuepflicht schloss die Verleihung des Ehrenzeichens nicht grundsätzlich aus, wenn er nicht gerade auf ehrloser Gesinnung begründet war und der Dienstherr bzw. Arbeitgeber das Beschäftigungsverhältnis in Kenntnis des Sachverhalts dennoch fortgesetzt hat.

### Erfassung der Anwärter

#### Öffentlicher Dienst
Die Anwärter auf das Ehrenzeichen für Beamte, Angestellte und Arbeiter des öffentlichen Dienstes waren listenmäßig unter Verwendung eines amtlichen Vordrucks zum 20. jedes Monats in dreifacher Ausfertigung, getrennt nach 1. und 2. Stufe, auf dem Dienstwege zu benennen und zwar für den Dienst:
- a) des Reichs und Preußens: den zuständigen Reichs- und Preußischen Ministern (Leitern der obersten Reichsbehörden, dem Präsidenten der Reichsbankdirektoriums),
- b) der außerpreußischen Länder: durch die Reichsstatthalter den zuständigen Reichsministern (Leitern der obersten Reichsbehörden),
- c) der Gemeinden und Gemeindeverbände: dem Reichsminister des Innern.

#### Freie Wirtschaft
Die Anwärter auf das Ehrenzeichen für Angestellte und Arbeiter in der freien Wirtschaft waren von der höheren Verwaltungsbehörde ebenfalls listenmäßig, aber nur in doppelter Ausführung zum 20. jedes Monats festzustellen.

### Prüfung der Vorschläge
Die für die Einreichung der Vorschläge an den Staatsminister und Chef der Präsidialkanzlei des Führers und Reichskanzlers zuständigen Stellen prüften zunächst die Anwärterlisten durch und füllten dann ihrerseits eine weitere „Vorschlagsliste“ aus.

## Allgemeine Durchführungsverordnung
Als letzte Ergänzung zu den oben genannten Regelungen erließ Hitler zeitgleich eine weitere Durchführungsverordnung hinsichtlich des Verleihungsverfahren usw., dessen Regelungen jedoch auch für die anderen gestifteten "Dienstauszeichnungen" jener Zeit anzuwenden war. Dessen Inhalt war:

### Verleihungsverfahren
Die Vorschläge, welche zur Verleihung des Treudienst-Ehrenzeichens (aber auch der Polizei-Dienstauszeichnung und der Dienstauszeichnung des Reichsarbeitsdienstes) führen sollten, wurden vom Staatsminister und Chef der Präsidialkanzlei des Führers und Reichskanzlers in doppelter Fertigung an Hitler übersandt. Die Präsidialkanzlei holte somit die Entscheidung bei Hitler persönlich ein. Nach der Entscheidung durch diesen, gab der Chef der Präsidialkanzlei den Vorschlagestellen unter Übersendung der Auszeichnungen und der Besitzzeugnisse, die Vorschlagslisten listenmäßig bekannt.

### Aushändigung der Ehrenzeichen
Die verliehenen Auszeichnungen nebst Besitzzeugnissen wurden sodann den Angestellten und Arbeitern der freien Wirtschaft durch die untere Verwaltungsbehörde des Wohnsitzes ausgehändigt. Bei Angestellten, Beamten und Arbeitern im öffentlichen Dienst, erfolgte die Versendung auf dem Dienstwege und die Verleihung erfolgte durch den Leiter der Behörde oder dessen Vertreter. Wenn möglich, sollten die Auszeichnungen zum Jubiläumstage (30. Januar) ausgehändigt werden.

### Versagung und Entziehung des Treudienst-Ehrenzeichens
Wie bei allen Auszeichnungen üblich, konnte die Verleihung des Treudienst-Ehrenzeichens auch durch Versagung und/oder Entziehung unterbunden werden. Dies war der Fall, wenn die auszuzeichnende Person durch ein Urteil eines deutschen Gerichts rechtskräftig verurteilt wurde und zwar bei:
1. Todesstrafen,
2. Zuchthausstrafen, und
3. Gefängnisstrafen, wenn die Verurteilung wegen Dienstflucht aus dem Reichsarbeitsdienst oder wegen Fahnenflucht erfolgt ist.
4. Gefängnisstrafen von mindestens einem Jahr, wenn die Verurteilung wegen einer vorsätzlich begangenen Straftat erfolgt ist und zwar:
  - wegen politischen, rassischen oder wirtschaftlichen Volksverrats oder
  - wegen einer sonstigen strafbaren Handlung, bei deren Begehung der Täter eine ehrlose oder besonders rohe Gesinnung gezeigt hat,
5. Verlust der bürgerlichen Ehrenrechte,
6. Aberkennung der Fähigkeit zur Bekleidung öffentlicher Ämter oder der Fähigkeit, als Zeuge oder Sachverständiger eidlich vernommen zu werden,
7. Verlust der Wehrwürdigkeit und
8. Maßregeln der Sicherung und Besserung nach § 42 des Reichsstrafgesetzbuches (sexuelle Störungen).[17]

Weiterhin konnte das Treudienst-Ehrenzeichen nicht verliehen werden an:
1. Personen, die aus der Nationalsozialistischen Deutschen Arbeiterpartei rechtskräftig ausgestoßen worden sind,
2. Personen, gegen die durch Urteil eines nach reichsgesetzlicher Vorschrift gebildeten Ehrengerichts wegen vorsätzlichen Verstoßes gegen die ständige berufliche oder soziale Ehre auf Verlust ihrer bisherigen Standes- oder Berufsstellung rechtskräftig erkannt ist,
3. Personen, die aus anderen Gründen der Verleihung unwürdig sind.[18]

#### Schwebende Verfahren
Schwebt gegen einen Anwärter (auf die Auszeichnung mit dem Treudienst-Ehrenzeichen) oder einer anderen Dienstauszeichnung ein Verfahren, das zu einer Verurteilung der gerade oben erwähnten Art führen könnte, oder werden solche Tatsachen bekannt, die die Würdigkeit des Anwärters zweifelhaft erscheinen lassen, so ist die Aufnahme in die Vorschlageliste bis zum Abschluss des Verfahrens oder bis zur sonstigen Klärung des Sachverhalts zurückzustellen.
Tritt in der Person eines mit einer Auszeichnung bereits Beliehenen ein Versagungsgrund ein oder wird das Vorliegen eines Versagungsgrundes nachträglich bekannt, so ist durch die zur Einreichung der Verleihungsvorschläge zuständige Stelle dem Staatsminister und der Chef der Präsidialkanzlei des Führers und Reichskanzlers hierüber zu berichten. Der Staatsminister und Chef der Präsidialkanzlei des Führers und Reichskanzlers führt, soweit nicht bereits nach § 33 des Reichsstrafgesetzbuchs der Verlust der Auszeichnung eingetreten war, die Entscheidung Hitlers über die Entziehung der Auszeichnung herbei. Die entzogenen Auszeichnungen waren in diesen Fällen polizeilich einzuziehen und der Präsidialkanzlei einzusenden. Gegen die Versagung oder Entziehung der Auszeichnung gab es kein Rechtsmittel!

### Trageweise und Eigentumsverhältnisse
Wird das Treudienst-Ehrenzeichen an der Ordensschnalle getragen so sind sie an der für staatliche Dienstauszeichnungen vorgeschriebenen Stelle anzubringen. Bei Beleihungen mit mehreren Stufen derselben Auszeichnung durfte stets nur eine, und zwar die zuletzt verliehene Stufe getragen werden. Das Treudienst-Ehrenzeichen neben den Dienstauszeichnungen des RAD und der Polizei gelten im Sinne der erlassenen Bestimmungen als einheitliche Dienstauszeichnungen. Neben anderen Dienstauszeichnung, kann eine Dienstauszeichnung der Wehrmacht getragen werden. Das Treudienst-Ehrenzeichen ging mit Verleihung in das Eigentum des Beliehenen über; bei seinem Tode verblieb es seinen Hinterbliebenen als Andenken. Eine Auszeichnung, die dem Beliehenen nicht mehr ausgehändigt werden konnte, weil er inzwischen verstorben war, musste an den Chef der Präsidialkanzlei mit entsprechenden Bericht auf dem Dienstweg zurückgesandt werden.

### Übergangsbestimmungen
Das Treudienst-Ehrenzeichen wurde nur an solche Personen verliehen, die sich am Stiftungstage (30. Januar 1938) noch im Dienst befanden. Ausnahmen behielt sich Hitler vor. Das Treudienst-Ehrenzeichen wurde auch an solche Personen verliehen, die die für eine Auszeichnung vorgesehenen Dienstzeiten schon vor dem 30. Januar 1938 vollendet hatten, sofern nicht inzwischen eine Auszeichnung höherer Stufe verliehen worden war; die Aushändigung der vor dem 30. Januar verdienten Auszeichnungen war nicht an den Jahrestag des Jubiläumstages gebunden.

## Verleihungszahlen
Exakte Verleihungszahlen lassen sich nicht belegen, da es sich bei dem Treudienst-Ehrenzeichen um eine Massenauszeichnung gehandelt hat. Sie dürfte aber bei weit über 100.000 Stück gelegen haben.

## Sonstiges
Auf Grund der Kriegsentwicklung wurde am 25. Februar 1942 die Verleihung des Treudienst-Ehrenzeichens eingestellt und sollte nach Kriegsende wieder aufgenommen werden. Entsprechende Anträge durften nicht mehr eingereicht werden. Erledigt wurden aber noch die Anträge, die einschließlich bis 1. März 1943 eingegangen waren. Laut Gesetz über Titel, Orden und Ehrenzeichen vom 26. Juli 1957 ist das Tragen des Treudienst-Ehrenzeichens in der Bundesrepublik Deutschland nur ohne nationalsozialistische Symbole gestattet.